# 馬卡道族
馬卡道族（馬卡道語：Makatao、Tao；排灣語：Ljacalisian、Pairairang）為臺灣原住民族的一支，屬於南島民族，分佈在台灣最南部之嘉南平原（包含高雄）和屏東平原一帶，往昔聚落為鳳山八社，包含大傑顛社等社，過去被分類為熟番、平埔族；台灣東部的花蓮、台東也有來自西部遷入的馬卡道族。馬卡道族為目前全臺最大之未識別民族，僅屏東縣等地方政府承認。

## 族群分類
日治時期的早期研究認為馬卡道族是西拉雅族的亞族，例如語言學者小川尚義等。也有學者將其獨立分出，如伊能嘉矩及移川子之藏等人。馬卡道之名首見於伊能嘉矩著作《台灣踏查日記》，西元1900年8月，伊能氏訪問屏東老埤部落的頭目潘乾坤，採集到的口碑如下：
我們這一族叫 Makattao 人，原來和臺南方面的平埔仔（Siraiya）是同一祖先傳下來的。我們居住在以鳳山方面為中心的平原，⋯⋯後來我們在清朝統治時代歸化，這時候族人分散幾個蕃社，最後遇到閩族的侵佔，族人各自退到偏僻的地方生活。
隨著新港文書等語料有更多的研究結果，以及部落田調更加完整，近年來學者及媒體普遍視西拉雅族、大武壠族與馬卡道三族為獨立族群，如學者李國銘即認為馬卡道族的文化信仰、聚落與語言跟臺南的西拉雅族有很大的不同。 荷蘭時期的傳教工作文獻也指出馬卡道族人並不懂西拉雅族新港語。而澳洲國立大學的文化人類學暨語言學家費羅禮（Raleigh Farrell）則利用17世紀荷蘭文獻的紀錄，認為當時台灣西南部平原至少有五支原住民族：
- Siraya（西拉雅族）
- Tevorang-Taivuan（大武壠族）
- Takaraian（塔加里揚人，現屬於馬卡道族）
- Pangsoia-Dolatok（放索人，現屬於馬卡道族）
- Longkiau（瑯嶠人，現屬於馬卡道族）

有學者認為，東港溪以西之社群（搭加里揚社群），包括塔樓社、武洛社、上淡水社、下淡水社應與西拉雅族較為接近；另一方面，馬卡道族原應指的是東港溪以東之放索社群之原住民，包括茄藤社、力力社及放索社。今日，馬卡道族指的是血緣或歷史可以追溯到鳳山八社，主要分布在屏東縣及一些從屏東平原移往東部的南島語族平埔原住民。

### 與西拉雅族的差異
李國銘（1995）比較西拉雅族與馬卡道族放索社（Pangsoya）於社會文化之差異如下：
|          | 西拉雅族            | 放索社           |
| -------- | ------------------- | ---------------- |
| 語言     | 西拉雅語            | Pangsoya 語      |
| 政治     | 大人物制（big-man） | 首領型（chief）  |
| 聚落     | 寬鬆                | 狹長             |
| 屋舍     | 高敞、精美          | 低矮、簡陋       |
| 經濟     | 園藝、捕鹿          | （捕魚，不捕鹿） |
| 婚姻     | 原居型／從新居      | 從妻居           |
| 人口組成 | （兒童不多）        | 兒童特多         |
| 生育     | 墮胎                | （不墮胎）       |
| 穿衣     | 平時穿衣，赤裸三月  | （終年赤裸）     |

## 人口
馬卡道族人丁眾多，荷治時期的幾次記錄都有萬人以上，比西拉雅族、噶瑪蘭族都要的多。後因瘟疫或遷移，人口略有增減。如1655年《荷蘭時代的番社戶口表》記載，屏東地區有平埔族9,145人。清代高拱乾所著之《台灣府志》（1694）提到八社土番男婦三千五百九十二口，紀載了壯年男女社民的人口數。
日本時代依據風俗習慣、常用語言等標準判斷馬卡道族人，人口普查（1915）顯示屏東地區尚有熟番一萬兩千餘人，佔了全臺總熟番人數之25%，屏東地區人口數6%，台灣總人口數之0.37%。1935年之調查有14,802人，加上高雄、台東、花蓮地區的人口，馬卡道族總人口超過18,000人。若加上語言、風俗上已漢化之族人，可能有更多。
國民政府遷臺後，取消熟番的註記，導致目前人口數不明。但應不少於日治時期之馬卡道族人口數，若以佔人口之比例來看，可能超過五萬之多。現今，高樹鄉泰山村、內埔鄉老埤村、中林村及萬巒鄉萬金、赤山村等地都是兩千人左右之大村落，欲調查確切人口數，或許可以從此幾地之人口變化著手。
今日屏東縣政府與花蓮縣富里鄉開放馬卡道族的身分申請，以日治時代之熟番註記為依據，惟族群意識不高，僅1803人登記（2017）。

## 族群分布

### 傳統族群分布

#### 鳳山八社

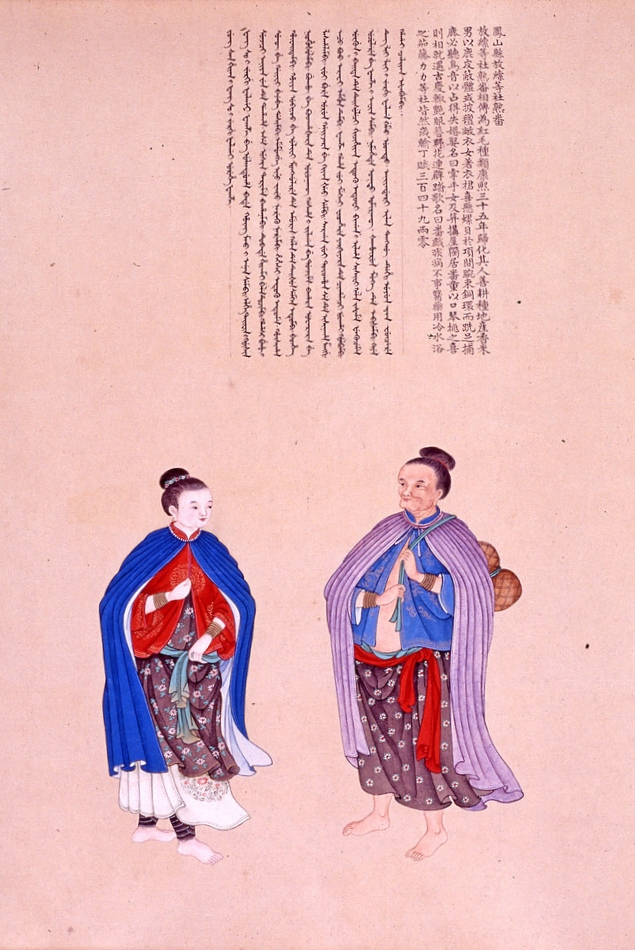
鳳山縣放索等社熟番

鳳山八社首見於清巡臺御史黃叔璥《臺海使槎錄》（1722），黃叔璥將屏東平原上的平埔族分為八個大社群。在漢人的大量移入與清廷的政策之下，鳳山八社的族人開始移動，形成今日各馬卡道族部落分布的雛型。
- 放索社（Pangsoya）：今林邊鄉田厝村、水利村一帶
- 茄藤社（Saryen）：今林邊鄉車路墘、南平一帶；另說南州鄉壽元村或萬華村附近[16][17]
- 力力社（RiRi）：今崁頂鄉力社村
- 下淡水社（Marun）：今萬丹鄉香社村
- 上淡水社（Tapoyan）：今萬丹鄉上社村
- 阿猴社（Akauw）：今屏東市
- 塔樓社（Tarau）：今九如鄉洽興村、里港鄉塔樓村
- 武洛社（Vurak）或大澤機社(Tedackjangh)：前者為今里港鄉武洛，後者在今高樹鄉南勢、泰山村一帶；亦有一說為兩者為同村，互為別名。

#### 高雄地區
馬卡道族系統的塔加里揚社、大傑顛社原住於高雄沿海一帶，前者在聖誕節之役後渡過下淡水溪移往屏東，後者遷移至高雄臨山地區，如旗山區、內門區，一部份留在燕巢區尖山，稱為尖山社。亦有文獻記載，高雄阿加社為屏東放索社之前身，分布在楠梓附近，後於明鄭時期被漢人所逐，遷到屏東。今大樹及美濃一帶，前者可能一度是塔樓社的勢力範圍，後者可能是武洛社社民的原鄉。從地名也可以找到馬卡道族居住和分布的痕跡，高雄的舊名「打狗」便是來自馬卡道族語的「竹林」之意，而現今高雄市馬卡道路，便以紀念馬卡道族為由命名。

#### 守隘政策與屯番制
清乾隆四十二年（1777），臺灣知府蔣元樞在屏東平原各處設立隘寮，並派遣鳳山八社壯丁攜眷居住。共計毒口溪、加臘埔、大路關、雙溪口、新東勢、萬巾庄、糞箕湖、埔姜林、加藤埔與毛獅獅共十隘。
乾隆五十三年（1788）起實施番屯田政策，以熟番抵禦生番。許多社的平埔壯丁被調至山邊隘口，改變了馬卡道族的聚落分布。番屯以兩地為主，北坪（今高樹鄉泰山村加蚋埔）及南坪（今內埔鄉隘寮、中林、老埤、龍泉村）。此外，漢人的大量移入使得原社群的馬卡道族人逐漸被漢化，如道光年間塔樓社古契已完全不見番名，最終消失。
以下是鳳山八社負責守禦的隘寮，共十一座，多在乾隆年間設置，據考察由北至南如表 :82-84：
| 隘口名     | 負責番社 | 今日地點                 | 備註                                                   |
| ---------- | -------- | ------------------------ | ------------------------------------------------------ |
| 賽仔腳隘   | 塔樓社   | 高雄市杉林區寨仔腳一帶   |                                                        |
| 濁口溪隘   | 塔樓社   | 屏東縣高樹鄉新豐村隘寮   | 又名毒（啅）口溪隘，防禦山毛孩社（今三地門鄉青山部落） |
| 加蚋埔隘   | 武洛社   | 屏東縣高樹鄉加蚋埔       | 防禦山毛孩社                                           |
| 大路關隘   | 阿猴社   | 屏東縣高樹鄉大路關       | 防禦山豬毛社（今三地門鄉地磨兒部落）                   |
| 雙溪口隘   | 上淡水社 | 屏東縣鹽埔鄉久愛村       | 道光元年（1821）因水災移至今內埔鄉隘寮村舊隘寮         |
| 杜君英隘   | 上淡水社 | 屏東縣內埔鄉             |                                                        |
| 新東老埤隘 | 下淡水社 | 屏東縣內埔鄉老埤村       |                                                        |
| 萬巾庄隘   | 力力社   | 屏東縣萬巒鄉萬金村       | 防禦加泵社（今泰武鄉佳平部落）                         |
| 毛獅獅隘   | 茄藤社   | 屏東縣新埤鄉鹿場角:637   | 防禦加泵社，鹿場角今日獅頭附近                         |
| 糞箕湖隘   | 茄藤社   | 屏東縣新埤鄉箕湖村       | 防禦加泵社                                             |
| 埔羌林隘   | 放索社   | 屏東縣枋寮鄉太源村隘寮營 | 防禦大龜文                                             |

#### 移往東部
乾隆時期大量移出原居地的馬卡道族人，在漢人的持續進逼之下，道光年間開始以山路或海路的方式遷往後山。在後山，他們與當地強勢族群如卑南族與阿美族產生衝突。移民行動最晚於大正年間已完成，史料中明確記載的大規模移動有以下數次:33-34：
- 道光九年（1829），武洛、塔樓與阿猴三十戶上百人，在族長潘vura、潘avan、潘阿枝的帶領下，經巴塱衛（今臺東縣大武鄉）到達卑南，因不堪卑南族的欺凌，七年後舉族北上定居，號為大庄（今花蓮縣玉里鎮長良里舊庄）。
- 道光二十五年（1845），居住在大庄的族人，雇用布農族嚮導，到荖濃溪中下游，招來新港社、大傑顛社與大武瓏社十二戶族人開墾。同年聯合卑南族驅走秀姑巒溪東岸的阿美族人，西拉雅族舉族遷往該地，部落仍名為大庄（今花蓮縣富里鄉大庄）。
- 咸豐元年左右（1851），來自赤山萬金庄的馬卡道族人，經寶桑（今臺東市）往大庄、成廣澳移動。
- 同治五年（1866），旗山口隘的馬卡道族大傑顛社社民約兩百人，沿新武呂溪來到大庄。
- 同治、光緒年間（1874-1875），赤山萬金庄二十戶族人乘船來到東部，自成廣澳（今臺東縣成功鎮）登陸，後向成廣澳平埔族人租得山邊獵場之地開墾，成立加走灣三庄。

### 近代族群分布

#### 日治時代
日治時代時的馬卡道族群移動有數種原因：一、官方政策，如開辦農場，吸引偏僻地帶的族人移入開墾，像是鹽埔鄉溪埔寮:27；或強制遷移，如潮州鎮檨仔腳，因土地被作為軍事用地而遷村，也有部分居民散落四處如潮州九塊、新埤糞箕湖:171；再如枋寮鄉隘寮，因當地開闢機場而遷村至大響營一帶:659；二、武力鎮壓。據餉潭地方耆老記載，昔日鹿場角（位於今新埤鄉）為一平埔聚落，因日治初期出了一個抗日人士潘連壽而被夷為平地，住民四散至鄰近獅頭等部落:153:129；三、宗教衝突，如溝仔墘庄（今竹田鄉泗州村）當地的天主教會受到鄰近王爺信仰的漢人的破壞，許多以天主教為信仰的族人持續遷移至萬金:160-166。
此外，日治時代做了七次人口普查，下表顯示1915年臨時普查與1935年國勢調查的結果。

關於混血家庭的認定，日本政府以父系法則、常用語言、風俗習慣等等加以分類，故有一定比例上的缺失。
| 聚落名 | 1915年熟番人數 | 1935年熟番人數 | 可能後繼聚落         |
| --- | -------------- | -------------- | -------------------- |
| 圓潭仔 | 640            | 632            | 今旗山區尾、口隘     |
| 海豐 | 128            | 132            | 今屏東市海豐         |
| 德協 | 124            | 130            | 今長治鄉和尚寮       |
| 彭厝 | 227            | 406            | 今鹽埔鄉彭厝、溪埔寮 |
| 老埤 | 1,439          | 1,580          | 今內埔鄉老埤、中林   |
| 番仔厝 | 128            | 132            | 今內埔鄉建興、大新   |
| 搭樓 | 1              | 0              |                      |
| 武洛 | 6              | 30             |                      |
| 舊寮 | 269            | 339            | 今高樹鄉舊寮、隘寮   |
| 加蚋埔 | 319            | 479            | 今高樹鄉加蚋埔       |
| 田子 | 115            | 159            | 今高樹鄉田子、舊庄   |
| 鳳山厝 | 122            | 157            | 今竹田鄉鳳明         |
| 溝仔墘 | 142            | 107            | 今竹田鄉泗洲         |
| 力社 | 1              | 2              |                      |
| 檨仔腳 | 605            | 758            | 今潮州鎮九塊、檨仔   |
| 赤山 | 1,568          | 1,966          | 今萬巒鄉赤山、萬金   |
| 新厝 | 260            | 239            | 今萬巒鄉加匏朗       |
| 石光見 | 159            | 166            | 今佳冬鄉石光         |
| 餉潭 | 751            | 917            | 今新埤鄉餉潭、獅頭   |
| 糞箕湖 | 387            | 741            | 今新埤鄉箕湖         |
| 內寮 | 225            | 328            | 今枋寮鄉內寮         |
| 新開 | 380            | 495            | 今枋寮鄉新開、中庄   |
| 大響營 | 377            | 609            | 今枋寮鄉大響         |
| 射麻里 | 415            | 432            |                      |
| 蚊蟀庄(滿州庄) | 186            | 227            |                      |
| 本列表擷取熟番大於百人的之聚落，故剃除九塊厝後庄、阿拔泉庄或崁頂庄等；亦選取具有特殊馬卡道族歷史意義之聚落，例如搭樓庄、武洛庄與力社庄。此外，羅漢內外門里均為馬卡道族大傑巔社地，因朱一貴事件清國朝廷調派新港社、蕭壟社等平埔番鎮壓叛變，故部份大傑巔社地成為西拉雅族社地，大傑巔社族人便再遷徙至內門丘陵地區與山地間之溪谷。現內門地區有兩條路：台3線沿線多為西拉雅族新港社或蕭壟社後裔，例如木柵地區是新港番庄，高117鄉道多為大傑巔社後裔居住，例如溝坪地區溝坪里、金竹里，自古為大傑巔社社地，尤其大旗山區以金竹里三片壁數量最多最密集。庄木柵是木柵，溝坪是溝坪，分數西拉雅族新港社與馬卡道族大傑巔社，大傑巔社是馬卡道族最北與西拉雅族接壤之部落，相關聚落探討較有限，萬望有志之人可接續在地文化相關研究。 |                |                |                      |

#### 屏東平原
馬卡道族現今的分佈在清朝時期已有雛型，但因持續的漢化與開發，許多昔日人口較少的根據地已找不到任何有關馬卡道族的認同與史蹟。今日馬卡道族主要分布於屏東縣185縣道（俗稱沿山公路）沿側。
- 加蚋埔：屏東縣高樹鄉泰山村，加蚋埔公廨所在地
- 溪埔寮：屏東縣鹽埔鄉永隆村
- 中林：屏東縣內埔鄉中林村
- 老埤：屏東縣內埔鄉老埤村，老埤老祖祠所在地
- 萬金：屏東縣萬巒鄉萬金村
- 加匏朗：屏東縣萬巒鄉新厝村，加匏朗仙姑廟所在地
- 赤山：屏東縣萬巒鄉赤山村
- 餉潭：屏東縣新埤鄉餉潭村
- 糞箕湖：屏東縣新埤鄉箕湖村
- 獅頭：屏東縣新埤鄉箕湖村
- 萬安：屏東縣新埤鄉萬隆村
- 新開：屏東縣枋寮鄉新開村
- 大響營：屏東縣枋寮鄉太源村

以下之聚落亦可能有不少平埔原住民後裔，尚待考證：
- 番社：屏東縣九如鄉洽興村。[註 3]
- 高朗朗：屏東縣鹽埔鄉高朗村。[註 4]
- 龍泉：屏東縣內埔鄉龍泉村。[註 5]
- 牡丹灣：屏東縣牡丹鄉旭海村[註 6]
- 內寮：屏東縣枋寮鄉內寮村[註 7]
- 射麻里：屏東縣滿州鄉永靖村

#### 花東地區
- 花蓮縣玉里鎮沿海岸山脈
- 花蓮縣富里鄉沿海岸山脈
  - 大庄：花蓮縣富里鄉東里村
  - 里行部落：花蓮縣富里鄉明里村
  - 公埔部落：花蓮縣富里鄉富里村
- 臺東縣長濱鄉
  - 忠勇、城山、寧埔、烏石鼻、城子埔、中濱
- 臺東縣池上鄉
- 臺東縣：關山鎮「崁頂、紅石、溪埔、電光南興」
- 臺東縣：鹿野鄉
- 臺東縣成功鎮
- 臺東縣：東河鄉「都蘭郡界、舊廍」
- 臺東縣：臺東市「豐源里」
- 臺東縣：太麻里「三和、美和、香蘭」

## 語言
馬卡道語現今通常被認為是一種死語言，僅留部分的民謠以及傳統的祭儀歌謠，為台灣原住民語言之一種，屬於南島語系的次語群，亦歸類為台灣南島語第6群，昔日分布在台灣最南部之高雄、屏東和台東加走灣一帶的丘陵、平原、及河谷等地帶。日本語言學家小川尚義、前中研院史語所副所長李壬癸博士及前東京大學語言學教授土田滋根據荷治至日治時期語料，判斷馬卡道語與西拉雅語及大武壠語三者間差異相當大，應屬於不同的語言。李壬癸博士並進一步根據新的語料，認為大武壠語、西拉雅語及馬卡道語三者之間至少有四種音韻演變的差異及一種構詞上的差異，推論西拉雅語、大武壠語及馬卡道語三者約在三千多年前就開始分化，只是17世紀荷蘭人據臺後，採用臺南新港社西拉雅語作為通用語，造成各族群間語言逐漸同化。

## 文化和習俗

### 姓氏
馬卡道族原無姓氏。族人於漢化過程中冠上不同的漢姓，或因賜姓政策，如乾隆時期賜潘姓；或赤山一帶居民因潘姓地方官而改姓:106；或取地方上有利姓氏。據學者考察，屏東地區之潘姓人家，超過八成與馬卡道族有密切關係；另一方面，全體屏東馬卡道族族人約有四成為潘姓。許多部落如赤山、萬金、餉潭、加蚋埔等地至少有半數人口姓潘。潘姓亦是山地原住民常見姓氏，該姓高居屏東縣第八大姓，佔據了3%的屏東縣人口。在新埤鄉、牡丹鄉、滿州鄉、萬巒鄉四地更為第一大姓。
除潘姓以外，許多馬卡道族人亦隱遁於其他不同姓中，如塔樓社古契約的鄭姓、鄉野的平埔傳說提到的陳姓（九如番社）、楊姓（里港塔摟）的族人；在許多部落，王姓則為地方第二大姓（僅次於潘姓）。學者也發現有郭姓族人之墓碑（高樹加蚋埔）留下。惟漢化既久，今日其他姓氏難以找出其與馬卡道族的直接連結。

### 服飾

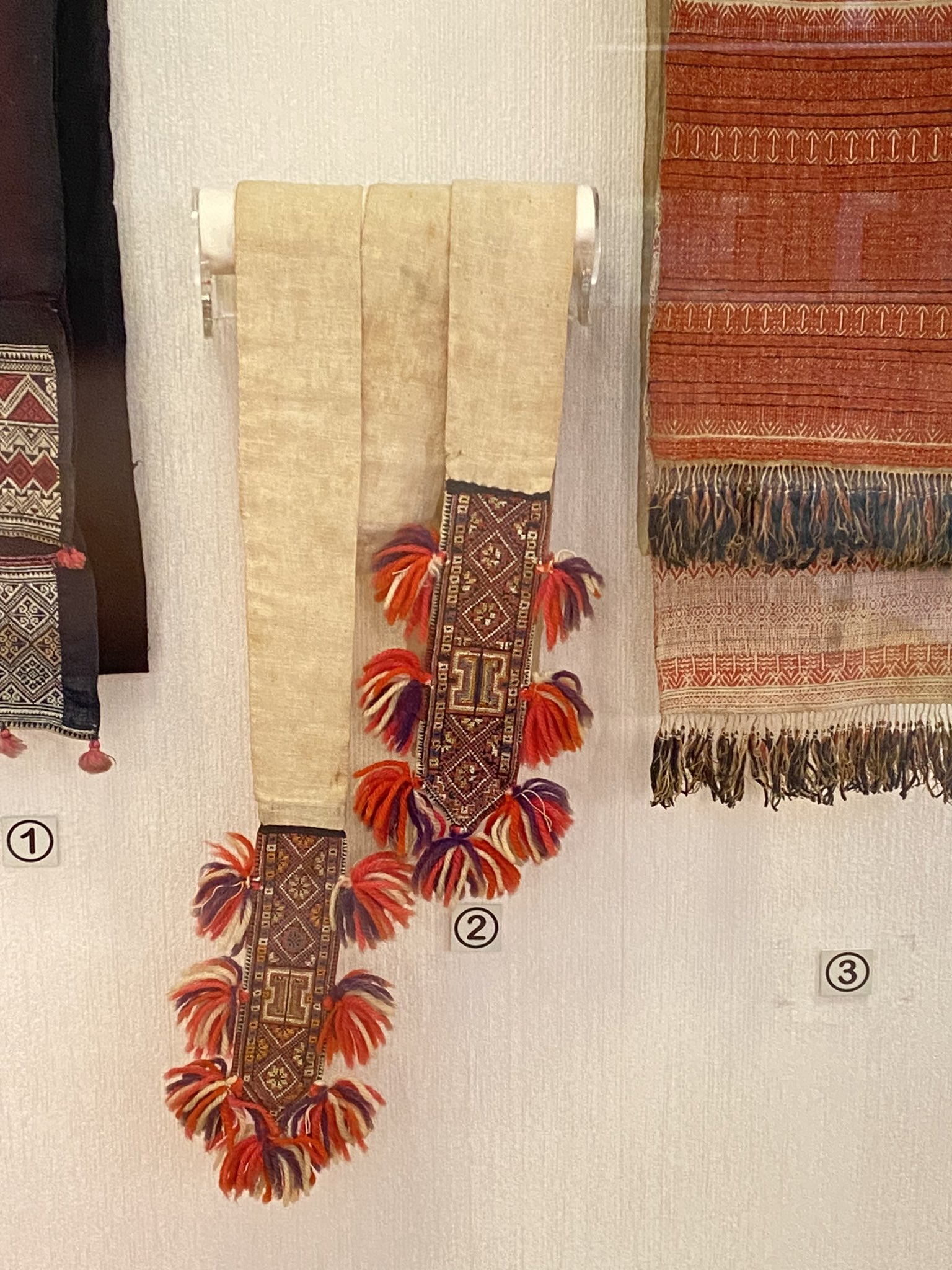
馬卡道族腰帶

馬卡道衣服以苧麻、鹿皮、木槲草的莖為上衣，配戴琉璃、貝板、瑪瑙、銀、銅鈴……等裝飾品。另外，平埔族群舉行祭祀時會佩戴花環，現在西拉雅與馬卡道族人在祭典中，仍會佩戴花環，馬卡道人以海芙蓉與萬壽菊為主，有時再插幾根羽毛來製作花環。

#### 服飾復興
藉著文物考證與還原，臺灣麥提伊馬卡道族文化復興協會理事長張俊偉(Leyo Cana)，還原出代表馬卡道族群文化之服飾，並於2018年首次舉辦的東部馬卡道族夜祭祭典中正式亮相。

### 信仰
主要為「老祖信仰」及類似西拉雅族「祀壺信仰」的「矸仔佛」。「矸仔佛」或稱「矸仔」，是以小瓶子、小酒瓶為形象，瓶子全用紅布包住，並插一些芙蓉、萬壽菊及大花咸豐草。原住民族備受歧視的年代，許多族人會供奉「太上老君」或「太上道祖」作為「老祖」的替代。

#### 加蚋埔
將祖靈稱為「Amu」（即阿姆祖），並供奉七姊妹與其契子，而非「阿立祖」，後來是頭社公廨乩童來後，才開始稱此神為「阿立祖」，移植了西拉雅族的文化。目前往「阿姆祖」正名方向努力。

#### 加匏朗
此廟祭拜仙姑祖，為當地傳說一位不會被雨淋濕的少女。她在嬰兒時被收養者在一枚大顆的「仙蛋」所發現，於十六歲時回到天上，走前向收養者說她是因為有罪而下凡的仙女，隨即摘下她頭髮的龍頭針作為贈別。族人視她為祖靈，遂蓋仙姑廟祭拜，成為村人祈雨的神明。村人並在元宵節時舉辦夜祭，將飯糰作成蛋狀以象徵仙蛋，供眾人食用。

### 節日

#### 夜祭

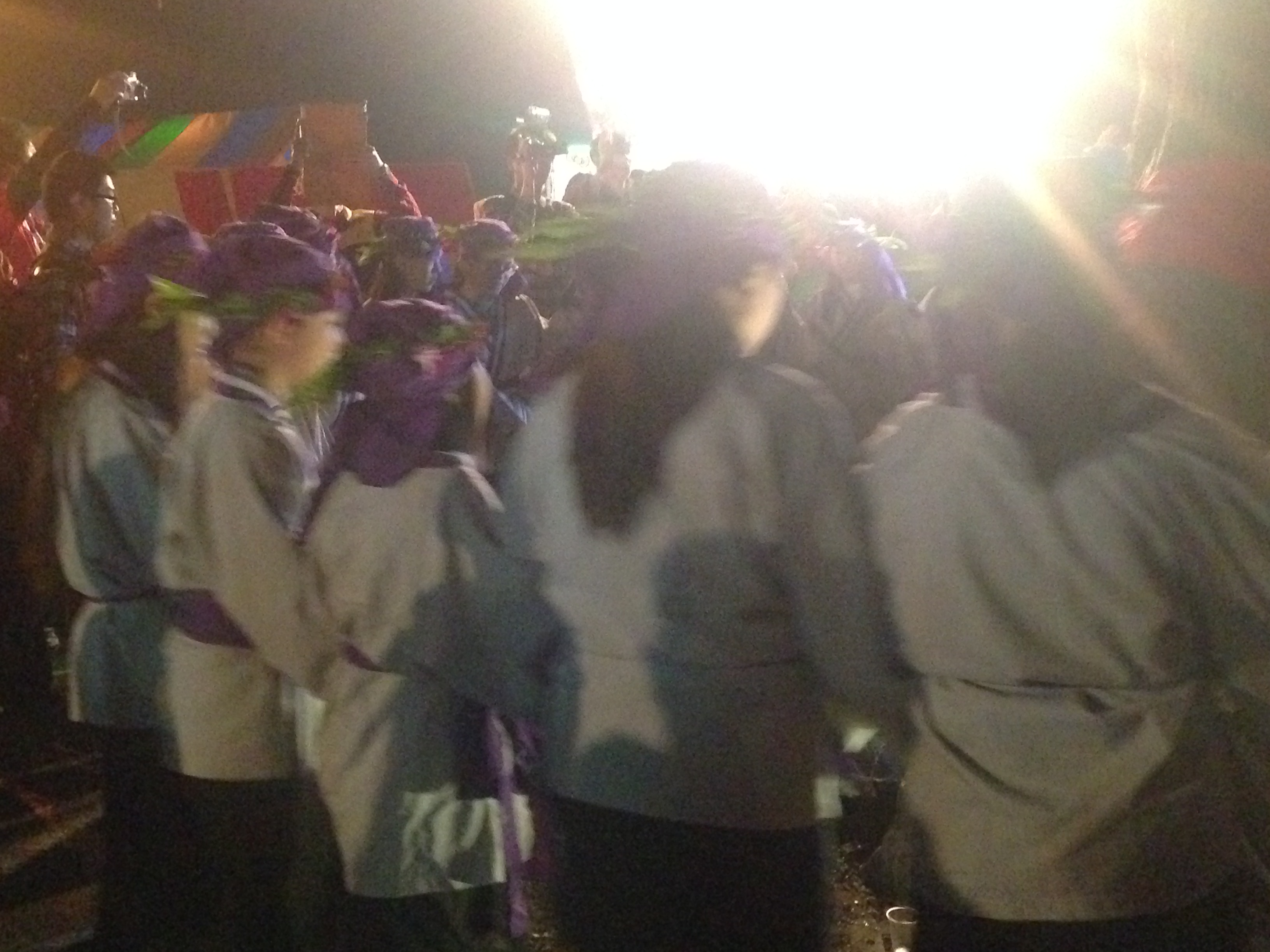
加蚋埔部落夜祭

夜祭是馬卡道族重要的祖靈祭典，其中的「趒戲」更是馬卡道文化重要代表，多舉辦在農曆十月十五或正月初。許多部落甚至會聯合舉辦。但馬卡道夜祭在皇民化運動後漸漸停辦，或是轉為年尾戲的形式。雖然因各政權更迭，讓族群文化逐漸淡化，但在近年文化復振工作下，逐漸復甦。如1987年開始恢復加蚋埔夜祭`；2000年起重振加匏朗夜祭。；2015年始復辦老埤馬卡道夜祭。

##### 各地夜祭舉辦時間
| 地點                 | 公廨         | 時間           |
| -------------------- | ------------ | -------------- |
| 屏東縣萬巒鄉加匏朗   | 加匏朗仙姑廟 | 農曆正月十五   |
| 屏東縣內埔鄉老埤     | 老埤老祖祠   | 農曆十月十五   |
| 屏東縣高樹鄉加蚋埔   | 加蚋埔公廨   | 農曆十一月十五 |
| 花蓮縣富里鄉里行部落 |              | 農曆十月十五   |
| 花蓮縣富里鄉公埔部落 |              | 農曆十月十五   |

#### 加蚋埔祈雨祭
祈雨祭是加蚋埔馬卡道族目前重要的傳統之一，加蚋埔的祈雨祭至今仍保留著完整的祈雨儀式與祭典歌謠，更有獨特的雨王傳說與祈雨石(溪頭兄)信仰。
根據長老們敘述，在遇到連年乾旱的時節，聚落裡的長老會討論祈雨的日期，並分派族人進行祭典準備工作，包括打獵、做粿、練祈雨歌等不同事項。在確定的日期由好命公揹著「雨王」至口社溪上游進行祈雨的儀式。

## 搭加里揚之戰
1634年10月8日，居住大員（安平）附近的新港社與南方岡山平原的搭加里揚社原住民決鬥失敗，請求荷蘭協助作戰。荷蘭人為擴張勢力，派士兵11月3日由堯港（興達港）登陸，11月5日在大崗山附近與搭加里揚人交鋒，射殺5個搭加里揚人。隔年12月期間，荷蘭人決議要懲罰搭加里揚。21日，荷蘭長官就率士兵500人，和新港及其他社400至500人，在赤崁集合，準備由海上登陸，去攻打位於新港（台南新市）南方約兩天路程的搭加里揚社。22日早上大軍登船後天氣變壞，改於午後由陸路出發。23日荷蘭大軍在荒野前進時，發現有出來打獵的搭加里揚人，那些搭加里揚人看到荷蘭軍隊，立刻逃走。24日傍晚，荷蘭軍隊前進到一條大河流（阿公店溪）的北邊，爬到樹上，隔著河流，已可看到遠遠的搭加里揚人的村莊。
25日，荷蘭新港聯軍一渡過河流，搭加里揚人就出來了。新港人先用矛和搭加里揚人攻打。荷蘭先鋒部隊一到，就用步槍射擊。搭加里揚人無法抵抗槍火的攻擊，很快就潰敗逃亡。荷蘭軍隊進入村社時，村社已空無一人，就把房屋糧穀推倒，全部放火燒成灰燼。晚上軍隊宿在放火燒光的村社外面。
12月26日，荷蘭軍隊走原路回家，走到河邊平原時，有搭加里揚人拿著矛和盾，害怕荷蘭士兵的步槍，不敢靠近。27日，荷蘭軍隊回到新港。
此次戰役，決定了搭加里揚社的日後命運；搭加里揚人被砍9個頭顱，戰敗逃到屏東平原。居住打狗附近，與搭加里揚同社群的原住民，也皆驚慌逃遷。
1635年12月25日「搭加里揚之戰」之後，從二層行溪至下淡水溪的高雄平原，全被荷蘭人佔有，已無高雄平埔原住民村社居住。
1636年2月4日，戰敗逃遷到屏東平原的搭加里揚主社，與上淡水、下淡水、搭樓三分社，一起派代表到大員 （臺南）和荷蘭簽約，開始受統治。

搭加里揚之戰，是高雄平原平埔族歷史的結束，也是屏東平原平埔族歷史的開始。

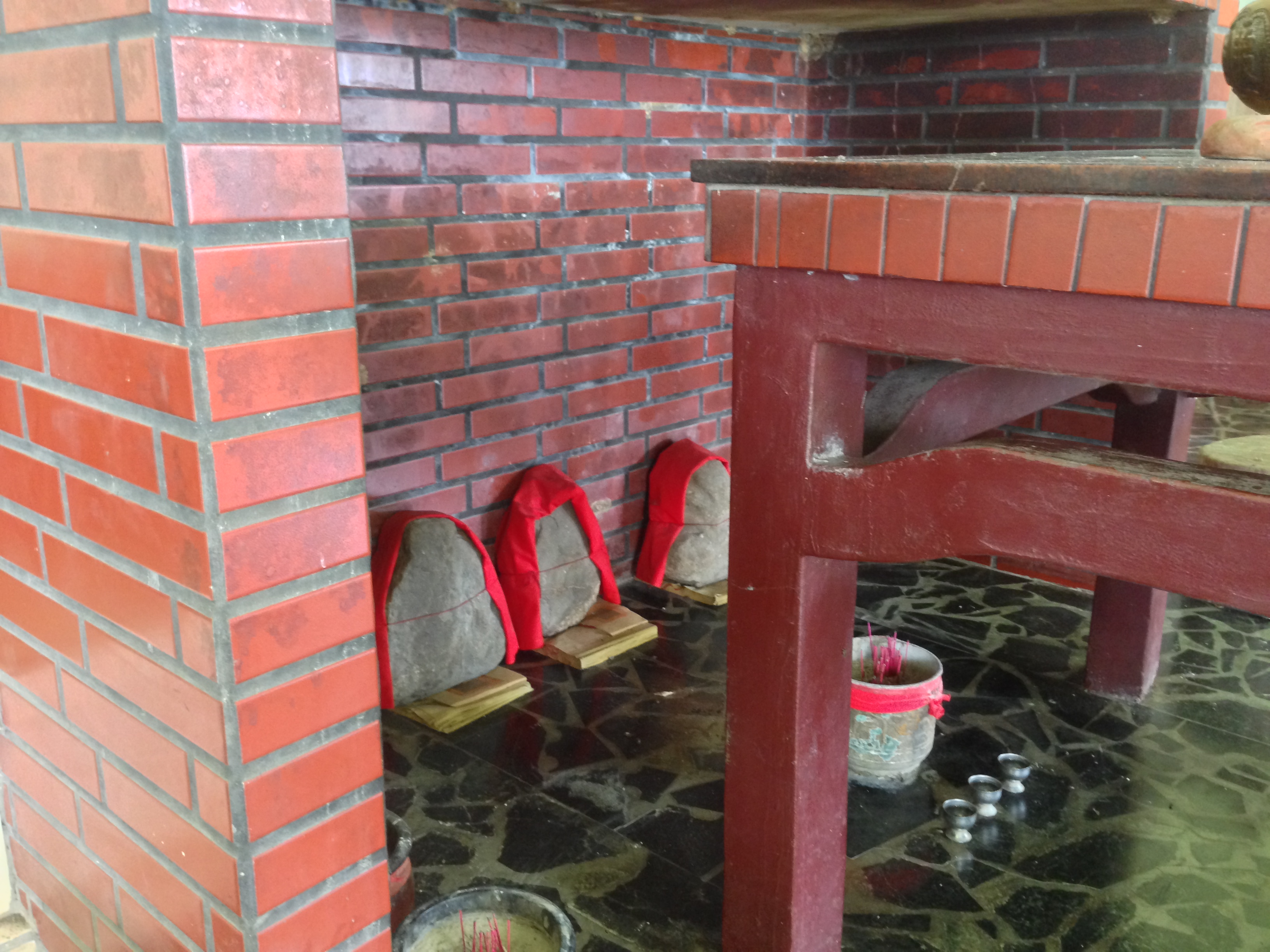
加蚋埔公廨祖靈石

## 現今
馬卡道族現今和台灣大多平埔原住民族群一樣，文化大多消失或被漢族同化，但是依然有馬卡道族的族人存在，在高雄、屏東地區也可以找到一些小鎮、村落依然有馬卡道族的祭典。現在台東加走灣長濱鄉忠勇部落約有500名馬卡道族族人，據考查大約在1851年左右從屏東赤山、萬金翻山越嶺到台東加走灣長濱鄉，推斷在1860年左右到達定居。近年來許多馬卡道族族人積極重振族群文化，並建置文物室，如高樹鄉泰山國小於校內設置馬卡道文物館，盼喚起族人的認同，期望能尋求正名。
原住民族委員會綜合規劃處長雅柏甦詠．博伊哲努接受媒體聯訪表示，馬卡道族是第7族申請民族認證的平埔族，原民會依原住民族基本法規定受理，之後會委託學者就語言、文化、自我認同、祭儀傳統等作調查，由原民會審議小組審理，審議通過後報告行政院即成為1個新民族。

## 外部連結
- 中央研究院民族所數位典藏：西拉雅館
- 中央研究院南島語數位典藏
- 中央研究院語言學研究所 （页面存档备份，存于）
- 中央研究院數位典藏資源網：西拉雅族夜祭 （页面存档备份，存于）
- 台南縣西拉雅原住民事務委員會
- 甘治士的《台灣略記》：17世紀西拉雅族的人類學報告書 （页面存档备份，存于）
- 復振馬卡道傳統服飾 協會明里開培訓課 （页面存档备份，存于）